# Big tent
Een big tent of catch-all-partij is een politieke partij die veel verschillende soorten kiezers en ideologieën omvat. In het Nederlands bestaat de term volkspartij, die een gelijkaardige lading dekt.
Een voorbeeld van zo'n partij is de Democratische Partij in de Verenigde Staten, die zowel progressieve als gematigde kiezers en leden heeft. De Republikeinse Partij in de Verenigde Staten wordt ook door veel analisten gezien als een 'big tent', omdat er zowel gematigde politici zoals senator Mitt Romney als radicale politici zoals Rick Santorum in de partij zitten.
Ook de Partij van Europese Conservatieven en Hervormers is een big tent, omdat er zowel gematigde als radicale Eurosceptici in zitten, waar intern ook verschillende visies bestaan.
De Vijfsterrenbeweging in Italië heeft zowel linkse standpunten op het gebied van de economie als rechtse op het gebied van immigratiebeperking. De partij is ook niet uitgesproken conservatief of progressief.